# Evergreen International Airlines

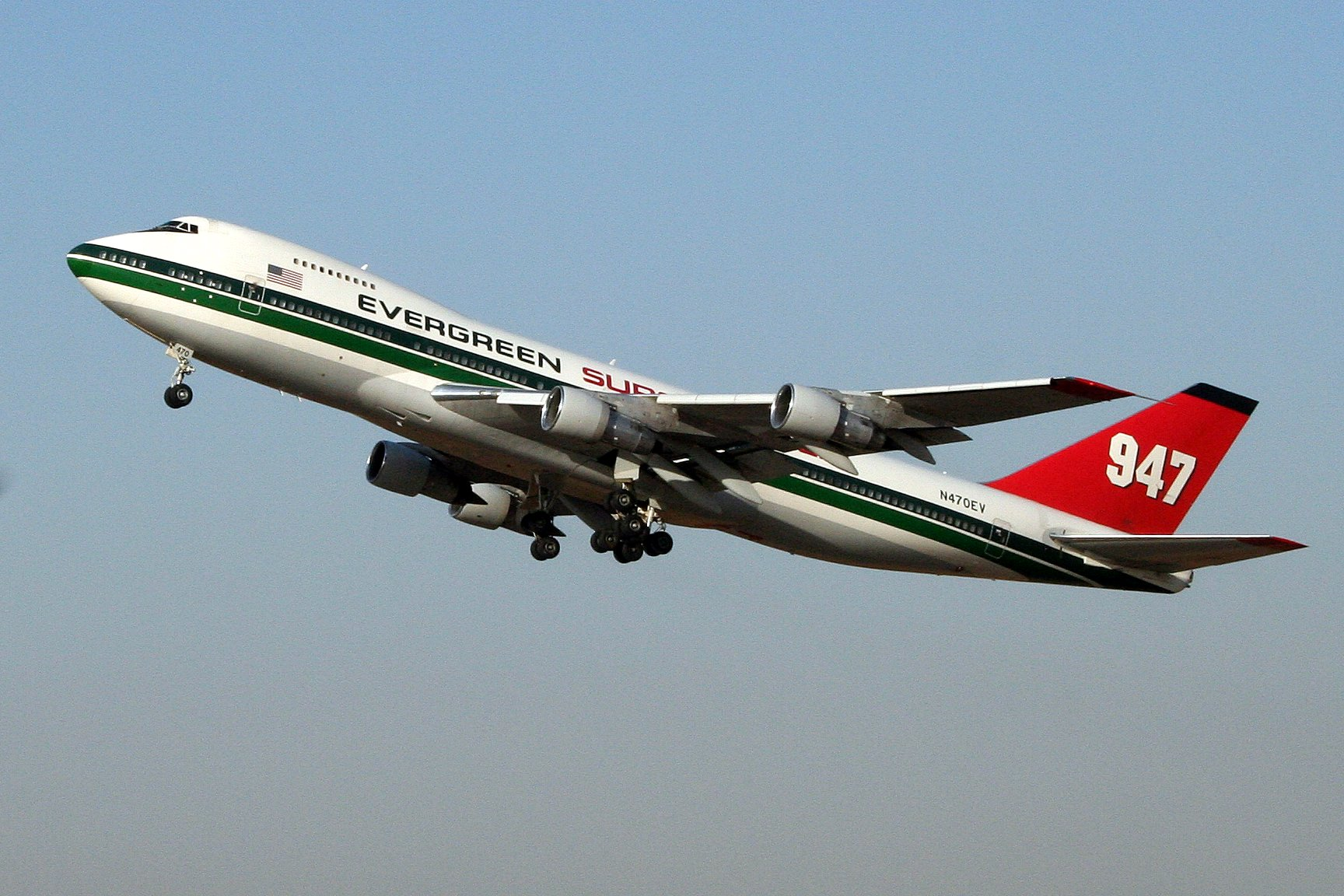
Boeing 747-200C Evergreen залишає аеропорт імені Бен-Гуріона, Ізраїль. (2007 рік)

Evergreen International Airlines — американська вантажна авіакомпанія, що базується в місті Макмінвілл, штат Орегон. Вона виконує контрактні вантажні перевезення, пропонуючи чартерні та регулярні рейси, а також послуги лізингу. Виконуються замовлення міністерства оборони США і поштової служби США. Основні бази: Rickenbacker International Airport (Columbus), John F. Kennedy International Airport (Нью-Йорк) і Columbus Metropolitan Airport (штат Джорджія), з хабом Hong Kong International Airport.
Evergreen виконує складування та обслуговування авіаційної техніки в Pinal Air Park в Марані (штат Аризона) — його компанія взяла у авіакомпанії Air America, належить ЦРУ США.

## Історія
Авіакомпанія була заснована Делфордом Смітом і почала свою роботу в 1960 році як Evergreen Helicopters. Вона отримала ліцензію авіакомпанії Johnson Flying Service і пізніше стала називатися Evergreen International Airlines. Холдингова компанія Evergreen International Aviation, утворена в 1979 році, повністю володіє авіакомпанією.
Вона також володіє некомерційною організацією «Авіакосмічний музей Evergreen», в якій знаходиться літак Spruce Goose. Один з літаків Boeing 747 авіакомпанії Evergreen (бортовий номер N473EV, постраждалий в 1993 році від відламування двигуна в польоті, пізніше відремонтованого і остаточно списаного у 2001 році), був знятий в 1990 році у фільмі «Міцний горішок 2». Крім того, Boeing 727 цієї ж авіакомпанії був знятий у фільмі «Донні Браско».

## Флот

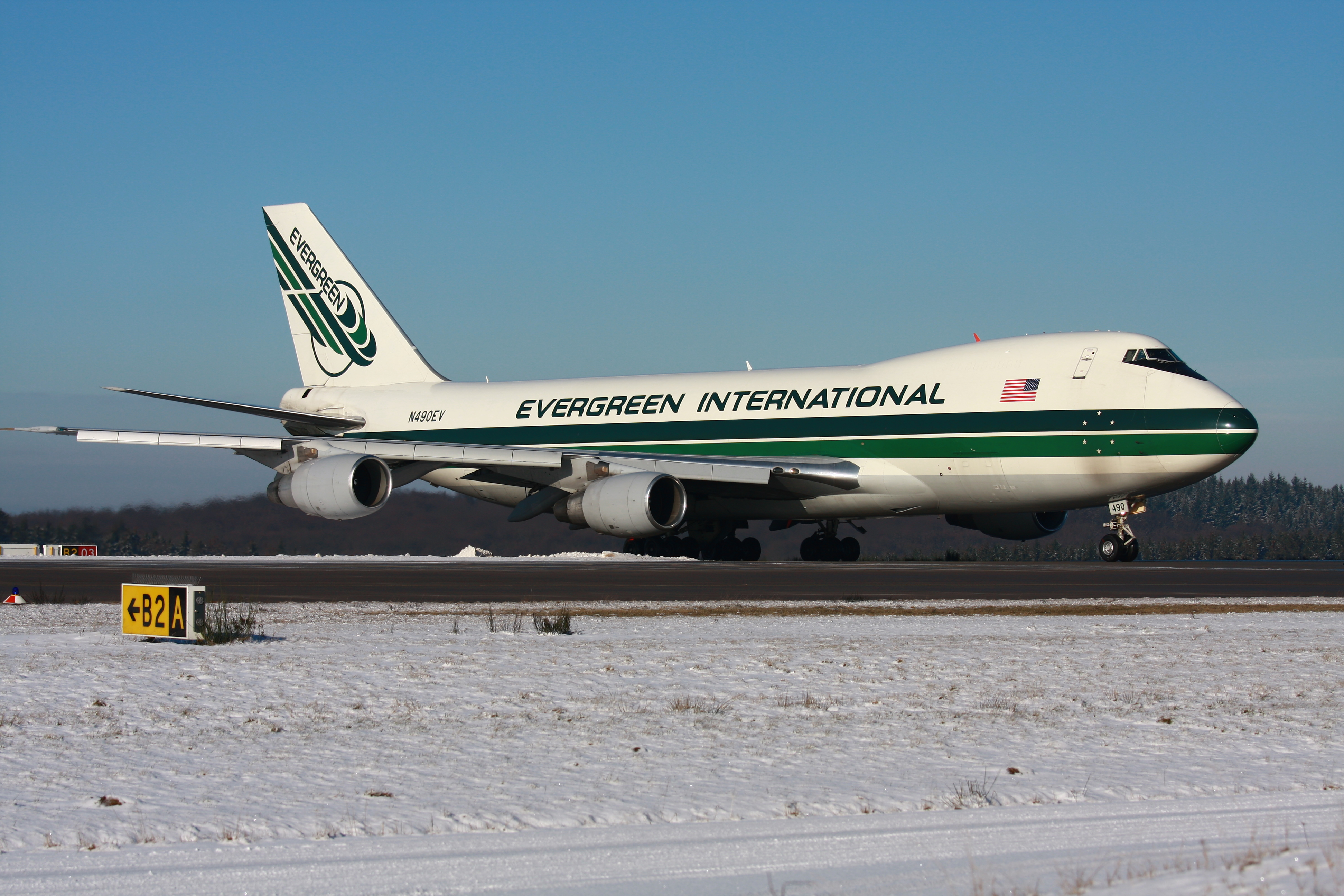
Boeing 747-200F вирулює в аеропорту Франкфурт-Хан, Німеччина. (2010 рік)

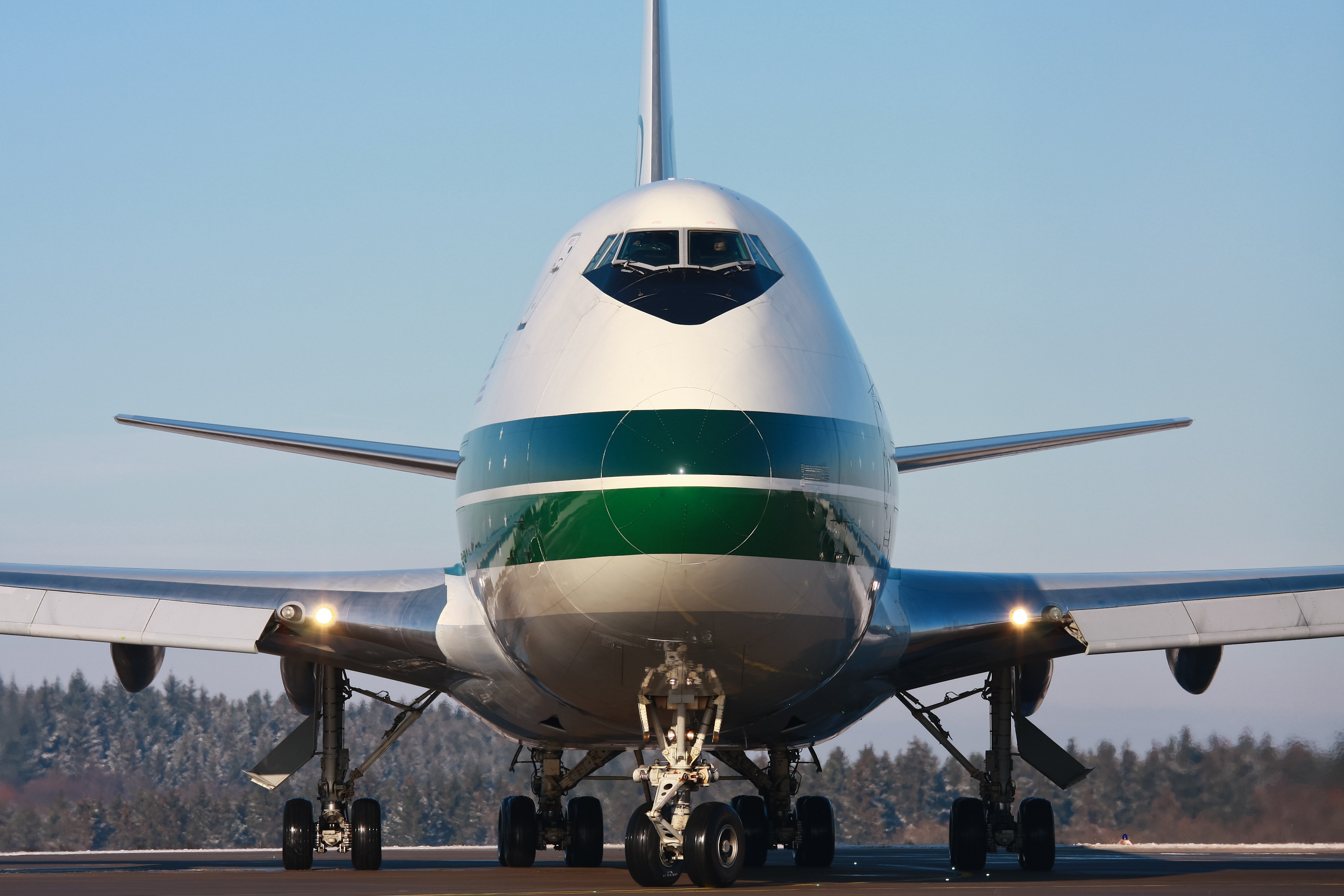
Boeing 747-200F вирулює в аеропорту Франкфурт-Хан, Німеччина. (2010 рік)

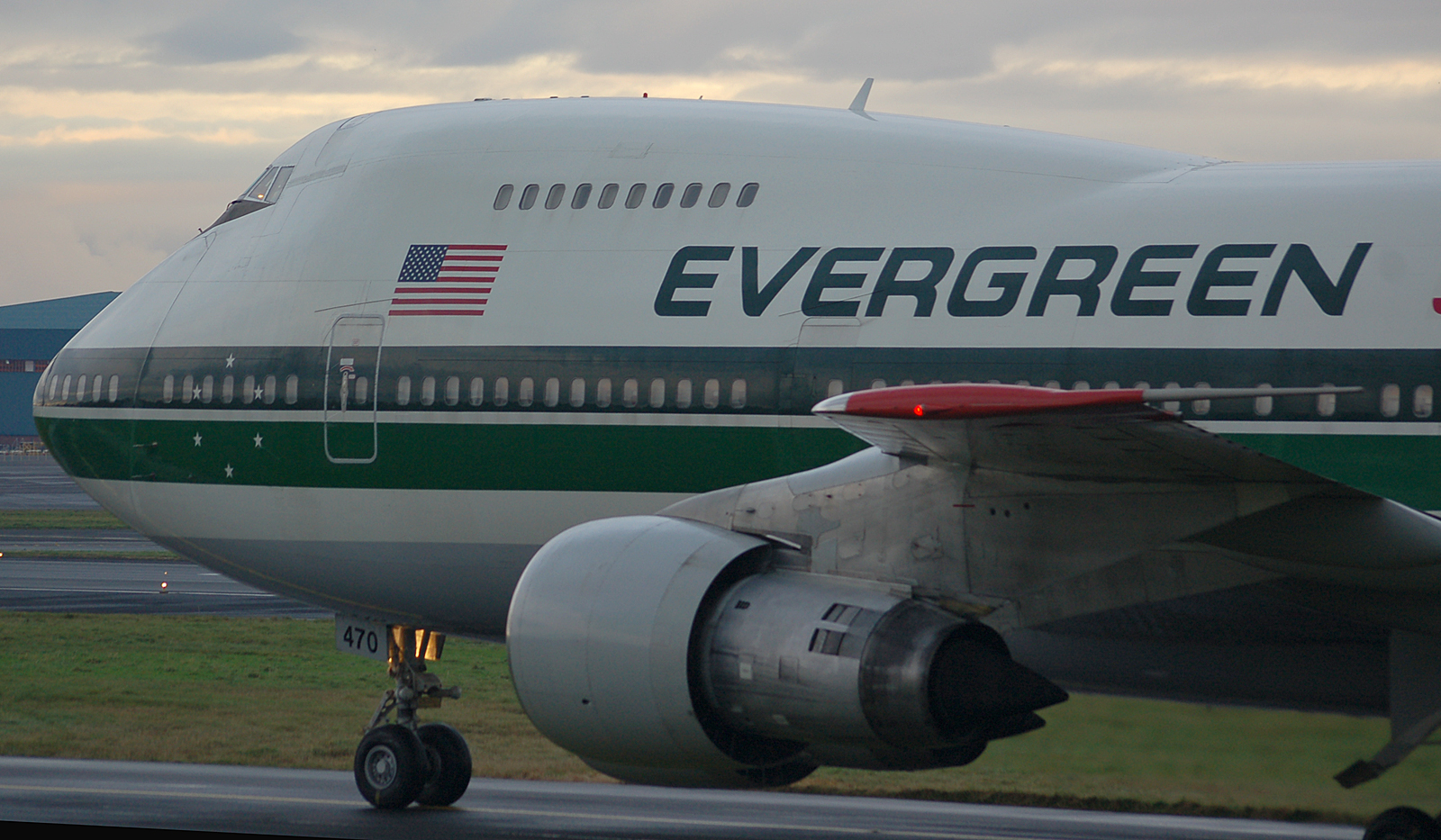
Boeing 747-200C авіакомпанії Evergreen International Airlines. (2007)

Флот Evergreen International Airlines складається з наступних судів (на 18 березня 2010 року):
Evergreen раніше використовувала три збільшених вантажних літака Boeing 747 LCF для корпорації Boeing. Цей літак (що носить назву «Dreamlifter») використовується для логістичних цілей при будівництві літаків Boeing 787 Dreamliner.
Авіакомпанія має модифікований Boeing 747-200 для авіаційного пожежогасіння, отримав фінальну сертифікацію від Федерального управління цивільної авіації США в жовтні 2006 року. У порівнянні з іншими існуючими протипожежники літаками в США, призначеними для зливу води над пожежами, 'Supertanker' Evergreen може вмістити як мінімум у сім разів більше рідини.
У серпні 2007 року Evergreen оголосила про замовленні трьох Boeing 747-400BCF для оновлення комерційних перевезень, з доставкою влітку 2009 року. До березня 2010 року, однак, постачання так і не були виконані.

### Колишній флот
На серпень 2006 року Evergreen International Airlines використовувала наступні суду в своєму флоті: